# نعناع دغلي بنفسجي
نعناع دغلي بنفسجي (الاسم العلمي: Hyptis violacea) هو نوع من النباتات يتبع جنس النعناع الدغلي من الفصيلة الشفوية.